# Svetlana Khorkina
Svetlana Khorkina (en rus: Светлана Хоркина) (Bélgorod, Unió Soviètica 1979) és una gimnasta artística russa, ja retirada, guanyadora de set medalles olímpiques i una de les més destacades de finals de la dècada del 1990 i principis de la del 2000. Actualment és diputada a la Duma Estatal russa.

## Biografia
Va néixer el 19 de gener de 1979 a la ciutat de Bélgorod, població situada a la província del mateix nom, que en aquells moments formava part de la República Socialista Federada Soviètica de Rússia (Unió Soviètica) i que avui dia forma part de la Federació Russa.

## Carrera esportiva
Amb una alçada inhabitual en aquest esport (1.65 m), va participar als 17 anys en els Jocs Olímpics d'Estiu de 1996 realitzats a Atlanta (Estats Units), on va aconseguir guanyar la medalla d'or en la prova de barres asimètriques i la medalla de plata en la prova per equips, així com finalitzà quinzena en la prova individual.
En els Jocs Olímpics d'Estiu de 2000 realitzats a Sydney (Austràlia) aconseguí revalidar la medalla d'or en la prova de barres asimètriques i la medalla de plata en la prova per equips, a més d'afegir una nova medalla de plata en l'exercici de terra. En aquests mateixos Jocs finalitzà desena en la prova individual.
En els Jocs Olímpics d'Estiu de 2004 realitzats a Atenes (Grècia) aconseguí guanyar la medalla de plata en la prova individual i la medalla de bronze en la prova per equips, a més de finalitzar vuitena en la prova de barres asimètriques, aconseguint així un diploma olímpic.
Al llarg de la seva carrera ha guanyat vuint medalles en el Campionat del Món de gimnàstica artística, entre elles nou medalles d'or, i divuit medalles en el Campionat d'Europa de la modalitat.
Des de desembre de 2004 és vicepresidenta de la Federació Russa de Gimnàstica artística.

## Carrera política
L'any 2003 va esdevenir membre del partit Rússia Unida, i fou escollida diputada a la Duma Estatal en les eleccions de 2007.